# Gönpo Tsering Pünkhang
Gönpo Tsering Pünkhang, (1918 - ?) was een Tibetaans politicus en als Yapshi Phungang II de tweede abt van het klooster Pünkhang in Lhasa. Hij behoorde tot een Tibetaanse adellijke familie, waaruit ooit een dalai lama was voortgekomen (Yab-shi).

## Familie
Hij was de zoon van Tashi Dorje Pünkhang (Yapshi Phunkang Kung I). In 1941 trouwde hij met de oudste dochter van Tashi Namgyal, de maharadja van Sikkim.

## Loopbaan
In 1938 werd hij junior bediende van de Kashag, het kabinet van de regering van historisch Tibet. In 1939 werd hij benoemd tot de westelijke Dzongpön van Gyantse.
In april en mei 1947 werd hij gearresteerd en gedurende veertien dagen in het Potalapaleis vastgezet, onder verdenking van deelname aan een samenzwering. Na zijn vrijlating werd hij in ere hersteld en kreeg hij zijn rang terug; wel verloor hij zijn post in Gyantse Dzong. In augustus 1952 werd hij ontheven van zijn post in Kalimpong.